# 横浜市立万騎が原中学校
横浜市立万騎が原中学校（よこはましりつまきがはらちゅうがっこう、英語: YokohamaCity Makigahara junior high school）は、神奈川県横浜市旭区万騎が原に位置する公立中学校である。略称は万騎中（まきちゅう）。 校訓は鎌倉時代に当地にゆかりのある畠山重忠の遺訓に一部由来する。

## 沿革
- 1959年
  - ｢鶴ヶ峰中学校二俣川分校｣として開校。
- 1961年
  - 5月1日 - ｢横浜市立万騎が原中学校｣として独立開校。
- 1969年
  - 希望が丘中学校が独立開校。
- 1971年
  - 左近山中学校が独立開校。
- 1976年
  - 旭中学校が独立開校。
- 1980年
  - 本宿中学校が独立開校。

## 部活動
- 運動部
  - 野球部
  - サッカー部
  - 卓球部
  - 男子ソフトテニス部
  - 女子ソフトテニス部
  - ソフトボール部
  - 水泳部
  - 剣道部
  - 男子バスケットボール部
  - 女子バスケットボール部
  - 男子バレーボール部
  - 女子バレーボール部
  - 陸上競技部
- 文化部
  - 吹奏楽部
  - 合唱部
  - 科学部
  - 演劇部
  - ボランティア部
  - 美術部

## アクセス
- 電車
  - 相鉄二俣川駅下車 徒歩10分

- バス
  - 二俣川駅南口より 万騎が原第1バス亭下車 徒歩2分